# Ellen Jelinek
Ellen Marianne Mattsson Jelinek (født 5. december 1973 i Sollentuna) er en svensk skuespillerinde. Hun studerede på Teaterhögskolan i Stockholm fra 2000 til 2004.

## Privatliv
Hun er gift med skuespilleren Robert Jelinek og de har to børn.

## Udvalgt filmografi
- Wallander (tv-serie, 2005)
- Harrys døtre (2005)
- LasseMajas detektivbyrå (tv-serie, 2005)
- Vidunderlig og elsket af alle (2007)
- Maria Wern (tv-serie, 2008)
- Livet i Fagervik (tv-serie, 2008)
- Vi hade i alla fall tur med vädret – igen (2008)
- Vores venners liv (tv-serie, 2010)
- Cockpit (2012)
- Ægte mennesker (tv-serie, 2012-2014)
- En pilgrims død (tv-serie, 2013)
- Modus (tv-serie, 2015)
- Sygeplejerskerne (tv-serie, 2015)
- All Inclusive (2017)
- Den døende detektiv (tv-serie, 2018)
- Inden vi dør (tv-serie, 2019)
- Beck (tv-serie, 2020
- Maskineriet (tv-serie, 2022)